# Hypnodendron camptotheca
Hypnodendron camptotheca là một loài Rêu trong họ Hypnodendraceae. Loài này được (Duby ex Besch. ex Paris) A. Touw mô tả khoa học đầu tiên năm 1971.